# Tiếng Croatia
Tiếng Croatia (hrvatski [xř̩ʋaːtskiː]) là một dạng chuẩn hóa của tiếng Serbia-Croatia được dùng bởi người Croat, chủ yếu tại Croatia, Bosna và Herzegovina, vùng Vojvodina của Serbia. Đây là ngôn ngữ chính thức và dạng chuẩn văn viết tại Croatia và là một trong các ngôn ngữ chính thức của Liên minh châu Âu. Tiếng Croatia cũng là một ngôn ngữ chính thức của Bosna và Herzegovina, và một ngôn ngữ thiểu số được công nhận tại Serbia.